# Georgia en los Juegos Paralímpicos
Georgia en los Juegos Paralímpicos está representada por el Comité Paralímpico Georgiano, miembro del Comité Paralímpico Internacional.
Ha participado en cinco ediciones de los Juegos Paralímpicos de Verano, su primera presencia tuvo lugar en Pekín 2008. El país ha obtenido trece medallas en las ediciones de verano: dos de oro, siete de plata y cuatro de bronce.
En los Juegos Paralímpicos de Invierno ha participado en dos ediciones, siendo Pyeongchang 2018 su primera aparición en estos Juegos. El país no ha conseguido ninguna medalla en las ediciones de invierno.

## Medallero

### Por edición
| Evento              | Oro | Plata | Bronce | Total |
| ------------------- | --- | ----- | ------ | ----- |
| Pekín 2008          | 0   | 0     | 0      | 0     |
| Londres 2012        | 0   | 0     | 0      | 0     |
| Río de Janeiro 2016 | 1   | 0     | 0      | 1     |
| Tokio 2020          | 0   | 3     | 0      | 3     |
| París 2024          | 1   | 4     | 4      | 9     |
| TOTAL               | 2   | 7     | 4      | 13    |

| Evento           | Oro | Plata | Bronce | Total |
| ---------------- | --- | ----- | ------ | ----- |
| Pyeongchang 2018 | 0   | 0     | 0      | 0     |
| Pekín 2022       | 0   | 0     | 0      | 0     |
| TOTAL            | 0   | 0     | 0      | 0     |

### Por deporte
Deportes de verano
| Evento                     | Oro | Plata | Bronce | Total |
| -------------------------- | --- | ----- | ------ | ----- |
| Atletismo                  | 1   | 0     | 0      | 1     |
| Esgrima en silla de ruedas | 0   | 1     | 1      | 2     |
| Judo                       | 1   | 5     | 1      | 7     |
| Levantamiento de potencia  | 0   | 0     | 1      | 1     |
| Taekwondo                  | 0   | 0     | 1      | 1     |
| Tiro                       | 0   | 1     | 0      | 1     |
| TOTAL                      | 2   | 7     | 4      | 13    |